# Liste der Monuments historiques in Parey-sous-Montfort
Die Liste der Monuments historiques in Parey-sous-Montfort führt die Monuments historiques in der französischen Gemeinde Parey-sous-Montfort auf.

## Liste der Immobilien
| Bezeichnung                                         | Beschreibung                                                      | Standort              | Kennzeichnung | Schutzstatus | Datum     | Bild           |
| --------------------------------------------------- | ----------------------------------------------------------------- | --------------------- | ------------- | ------------ | --------- | -------------- |
| Priorat Notre-Dame de Bethléem und Kirche St-Martin | ehemaliges Prämonstratenserkloster; zwischen 1744 und 1748 erbaut | Rue du Gras (Lage)    | PA88000004    | Inscrit      | 1997      | weitere Bilder |
| Maison seigneuriale du Houx                         | Herrenhaus mit Nebengebäude und Taubenturm, 1786                  | 43 rue du Gras (Lage) | PA88000037    | Inscrit      | 2003 2006 |                |

## Liste der Objekte
| Bezeichnung                     | Beschreibung | Standort                       | Kennzeichnung | Schutzstatus | Datum | Bild |
| ------------------------------- | --- | ------------------------------ | ------------- | ------------ | ----- | ---- |
| Kanzel                          | Holz, 18. Jahrhundert | in der Kirche St-Martin (Lage) | PM88000657    | Classé       | 1972  |      |
| Linker Seitenaltar              | Altartisch, Retabel und vier Leuchter; Holz, Schmiedeeisen, 18. Jahrhundert                                                   | in der Kirche St-Martin (Lage) | PM88000652    | Classé       | 1957  |      |
| Hauptaltar                      | Altartisch, Tabernakel, Exposition, Retabel und fünf Skulpturen; Holz, farbig gefasst und vergoldet, 18. Jahrhundert          | in der Kirche St-Martin (Lage) | PM88000653    | Classé       | 1972  |      |
| Linker Seitenaltar              | Altartisch, Tabernakel, Retabel, vier Altarleuchter, Skulptur und Relief; Holz, farbig gefasst und vergoldet, 18. Jahrhundert | in der Kirche St-Martin (Lage) | PM88000654    | Classé       | 1972  |      |
| Chorschranke                    | Schmiedeeisen, 18. Jahrhundert                                                                                                | in der Kirche St-Martin (Lage) | PM88000655    | Classé       | 1972  |      |
| Chorgestühl und Wandvertäfelung | Holz, 18. Jahrhundert | in der Kirche St-Martin (Lage) | PM88000656    | Classé       | 1972  |      |